# Zona esterlina

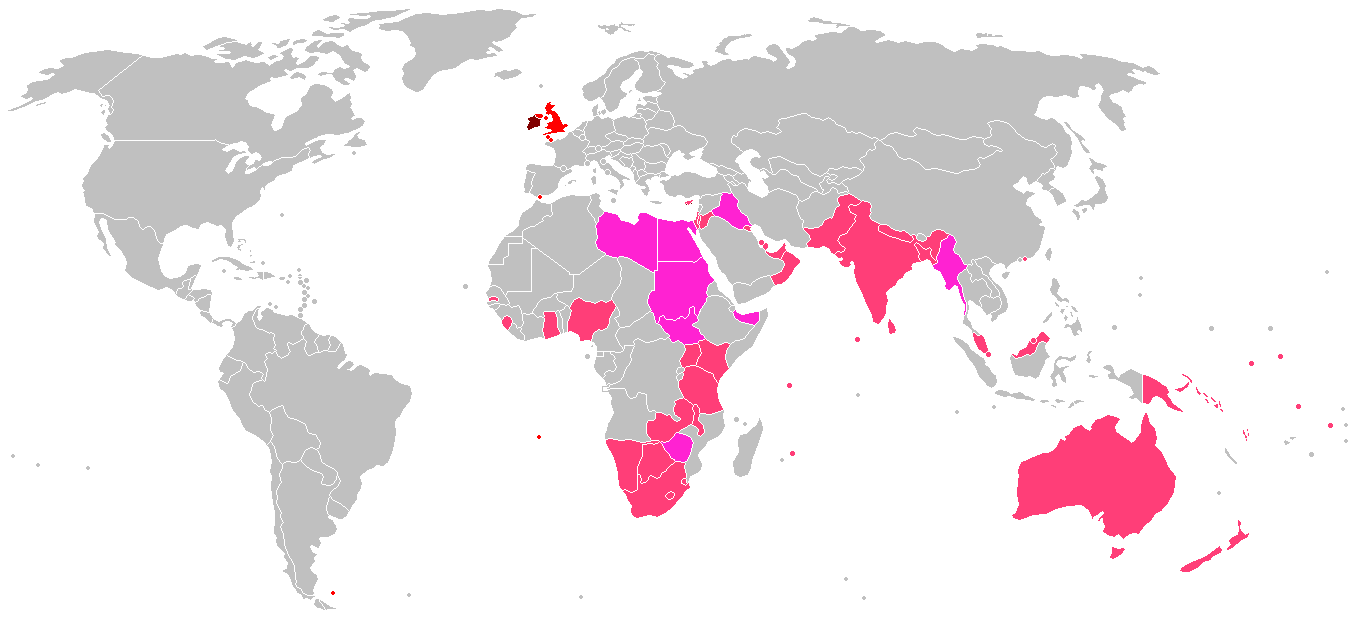
La zona esterlina:
la zona esterlina actual (2017)
salió después de 1972 (solamente Irlanda)
salió en 1972
salió antes de 1972

La zona esterlina o área esterlina se refiere a un grupo de países, frecuentemente dominios y colonias del antiguo Imperio británico (y la Mancomunidad Británica de Naciones), que utilizan la libra esterlina como su moneda de curso, o que fijan su divisa a la moneda británica con una relación 1:1.
En un momento dado, dicha zona incluyó virtualmente todo el Imperio británico y muchos otros países. El ascenso de los Estados Unidos, los efectos económicos de las dos guerras mundiales y el declive del Imperio británico cambiaron la posición de la libra esterlina en el concierto económico mundial y el deseo de los países para usarla. Actualmente la zona solo incluye territorios británicos. 

## Los últimos miembros de la zona
Aparte del Reino Unido, solo las dependencias de la Corona británica y los territorios británicos de ultramar permanecen en la zona esterlina. 
Las dependencias de la Corona británica de Guernsey, Jersey, la Isla de Man y Alderney emiten billetes y monedas variantes de la libra esterlina, y todos cubren el código de moneda ISO 4217 GBP. 
Los territorios de ultramar de Gibraltar (reclamado por España), Santa Elena, Ascensión y Tristán de Acuña y las Islas Malvinas (reclamadas por Argentina) emiten sus propias monedas con un tipo de cambio fijo 1:1 a la libra esterlina. Llevan los códigos ISO 4217 GIP, SHP y FKP respectivamente.

## Miembros anteriores
| País                                | Salió                                    | Moneda de reemplazo                                                                                                | Entonces GBP 1 = |
| ----------------------------------- | ---------------------------------------- | --- | ---------------- |
| Egipto                              | 14 de julio 1947                         | Libra egipcia | EGP 1            |
| Mandato Británico de Palestina      | 22 de febrero 1948                       | (véase Jordania) Israel: Lira israelí; séquel antiguo (1980); nuevo séquel (1985)                                  | I£ 1             |
| Sudán                               | 8 de abril 1957                          | Libra sudanesa revalorizado (2007) (2011); Dinar sudanés (1992)                                                    | S£ 1             |
| Irak                                | 23 de julio 1959                         | Dinar iraquí | IQD 1            |
| Federación de Rodesia y Nyasalandia | 31 de diciembre 1963                     | (véanse Malaui y Rodesia)                                                                                          |                  |
| Somalilandia Británica              | 29 de octubre 1964                       | Chelín somalí; Chelín de Somalilandia (1994)                                                                       | SOS 20           |
| Rodesia                             | 11 de noviembre de 1965                  | Dólar rodesiano; Dólar zimbabuense (1980); revalorizado (2001), (2008) y (2009) renombrado como Dólar RTGS en 2019 | Rh£ 1            |
| Birmania                            | 17 de octubre de 1966                    | Kyat birmano | MMK 13.5         |
| Vanuatu                             | 6 de enero de 1971                       | Condominio Anglo-Francés: Franco neohebridense; Vatu (1980)                                                        | NHF 200          |
| Libia                               | 15 de diciembre de 1971                  | Dinar libio | LYD 1            |
| Australia Kiribati Nauru Tuvalu     | 23 de julio de 1972                      | Dólar australiano                                                                                                  | AUD 2            |
| Baréin                              | 23 de julio de 1972                      | Dinar bareiní | BHD 1.35         |
| Bangladés                           | 23 de julio de 1972                      | Taka | BDT 13.5         |
| Botsuana                            | 23 de julio de 1972                      | Rand sudafricano; Pula (1976)                                                                                      | ZAR 2            |
| Brunéi                              | 23 de julio de 1972                      | Dólar de Brunéi | BND 8.57         |
| Chipre                              | 23 de julio de 1972                      | Libra chipriota | CYP 1            |
| Fiyi                                | 23 de julio de 1972                      | Dólar fiyiano | FJD 2            |
| Gambia                              | 23 de julio de 1972                      | Dalasi | GMD 2            |
| Ghana                               | 23 de julio de 1972                      | Cedi | GHC 2            |
| Hong Kong                           | 23 de julio de 1972                      | Dólar de Hong Kong                                                                                                 | HKD 14.55        |
| India                               | 23 de julio de 1972                      | Rupia india | INR 13.5         |
| Jordania                            | 23 de julio de 1972                      | Dinar jordano | JOD 1            |
| Kenia                               | 23 de julio de 1972                      | Chelín keniano | KES 20           |
| Kuwait                              | 23 de julio de 1972                      | Dinar kuwaití | KWD 1            |
| Lesoto                              | 23 de julio de 1972                      | Loti | LSL 2            |
| Malaui                              | 23 de julio de 1972                      | Kuacha malauí | MWK 2            |
| Malasia                             | 23 de julio de 1972                      | Ringgit malayo | MYR 8.571        |
| Maldivas                            | 23 de julio de 1972                      | Rupia de Maldivas                                                                                                  | MVR 13.5         |
| Mauricio                            | 23 de julio de 1972                      | Rupia de Mauricio                                                                                                  | MUR 13.5         |
| Namibia                             | 23 de julio de 1972                      | Rand sudafricano; Dólar namibio (1993)                                                                             | ZAR 2            |
| Nepal                               | 23 de julio de 1972                      | Rupia nepalí | NPR 13.5         |
| Nueva Zelanda Islas Cook            | 23 de julio de 1972                      | Dólar neozelandés                                                                                                  | NZD 2            |
| Nigeria                             | 23 de julio de 1972                      | Naira | NGN 2            |
| Omán                                | 23 de julio de 1972                      | Rial omaní | OMR 1            |
| Pakistán                            | 23 de julio de 1972                      | Rupia pakistaní | PKR 13.5         |
| Papúa Nueva Guinea                  | 23 de julio de 1972                      | Kina | PGK 2            |
| Catar                               | 23 de julio de 1972                      | Riyal catarí | QAR 12.67        |
| Samoa                               | 23 de julio de 1972                      | Tālā | WST 2            |
| Seychelles                          | 23 de julio de 1972                      | Rupia de Seychelles                                                                                                | SCR 13.5         |
| Sierra Leona                        | 23 de julio de 1972; revalorizado (2022) | Leone | SLL 2            |
| Singapur                            | 23 de julio de 1972                      | Dólar de Singapur                                                                                                  | SGD 8.57         |
| Islas Salomón                       | 23 de julio de 1972                      | Dólar de las Islas Salomón                                                                                         | SBD 2            |
| Sudáfrica                           | 23 de julio de 1972                      | Rand sudafricano                                                                                                   | ZAR 2            |
| Sri Lanka                           | 23 de julio de 1972                      | Rupia de Sri Lanka                                                                                                 | LKR 13.5         |
| Suazilandia                         | 23 de julio de 1972                      | Lilangeni | SZL 2            |
| Tanzania                            | 23 de julio de 1972                      | Chelín tanzano | TZS 20           |
| Tonga                               | 23 de julio de 1972                      | Pa'anga | TOP 2            |
| Uganda                              | 23 de julio de 1972                      | Chelín ugandés; revalorizado (1987)                                                                                | UGX 20           |
| Emiratos Árabes Unidos              | 23 de julio de 1972                      | Dirham de Emiratos Árabes Unidos                                                                                   | AED 12.67        |
| Zambia                              | 23 de julio de 1972                      | Kuacha zambiano; revalorizado (2013)                                                                               | ZMK 2            |
| Irlanda                             | 30 de marzo de 1979                      | Libra irlandesa; Euro (1999)                                                                                       | IR£ 1            |